# 바나나 대소동
《바나나 대소동》(Going Bananas)은 미국에서 제작된 보즈 데이비슨 감독의 1987년 코미디 영화이다. 돔 드루이즈 등이 주연으로 출연하였고 메나헴 골란 등이 제작에 참여하였다. 이 영화는 1988년 2월 12일 캐논 필름 디스트리뷰터스에 의해 개봉되었다.

## 출연

### 주연
- 돔 드루이즈
- 지미 워커
- 데이비드 멘덴홀

### 조연
- 딥 로이
- 워렌 베링거
- 허버트 롬
- 렌 스파로브호크
- 피터 J. 엘리어트
- 그레이엄 아미티지

## 기타
- 배역: 로버트 맥도널드